# Razorlight
Razorlight je britsko - švédská skupina hrající styl indie a post-punk revival. Ve svých začátcích se nechala inspirovat skupinami The Clash, Television nebo The Kinks.

## Historie
Roku 2002 se dvaadvacetiletý Angličan z londýnské čtvrti Muswel Hill Johnny Borrell rozhodl založit svou vlastní skupinu, inspirací mu byla kapela Libertines, kde spolu se svým spolužákem ze střední školy Johnem Hassalem účinkoval jako baskytarista. V létě téhož roku se snažil najít prostřednictvím magazínu NME nějakou spřízněnou duši pro svou novou kapelu. Odepsal mu jediný člověk a to Švéd Bjorn Agren. Rázem si spolu padli do noty, měli vokál, kytaristu a role baskytaristy se ujal dlouholetý kamarád Bjorna, také Švéd Carl Dalemo. Bubeník Christian Smith-Pancorvo přišel do skupiny jako poslední. Jejich první demonahrávka Hackney s Toerag Studios se dostala do éteru rádia XFM. Díky tomu v roce 2003 podepsala kapela smlouvu s nahrávací společností Mercury – label Vertogo. První singlovou deskou a stejnojmenným videoklipem byla Rock 'n Roll Lies. Debut byl dokončen v červnu 2004. Christian Smith odešel a nahradil ho bubeník z Winchesteru Andy Burrows. Skupina se stala anglickým objevem roku 2004 a debutové album Up All Night, jehož producentem je John Confield a sám Johnny Borrell, se stalo třetím nejprodávanějším albem ve Velké Británii. Stali se předkapelou U2, vystupovali na fenomenálním festivalu Glastonbury 2005, objevili se na Live8 a podílejí se na akci Make Poverty History. Objeli a koncertovali takřka po celém světě. V roce 2006 vyšlo druhé eponymní album, produkoval ho Chris Thomas (producent desek Beatles, Pink Floyd, Pulp, Roxy music). Album Razorlight se stalo nejprodávanějším albem po několik týdnů na britských ostrovech a zařadilo se mezi 100 nejžádanějších hudebních nosičů na světě. Třetí studiové album Slipway Fires s pilotním singlem "Wire To Wire" vyšlo 3. listopadu 2008, nezaznamenalo však tak příznivý ohlas jako v případě předchozích dvou desek.
Dne 5. března 2008 kapelu z osobních důvodů opustil bubeník Andy Burrows. Několik dní po odchodu podepsal smlouvu s Universal Records, nahrávání druhého sólového alba je plánováno na léto 2009.

## Zajímavosti
- Bratr Andyho Burrowse Ben Burrows je frontmanem skupiny Captain Phoenix.
- Bratr Johnnyho Borrella Willy Borrell je frontman skupiny Willy Borrell and comodore of nice.

## Členové skupiny
- Johnny Borrell - zpěv,kytara
- Björn Ågren - kytara
- Carl Dalemo - baskytara
- David Sullivan-Kaplan - bicí

### Bývalí členové
- Christian Smith-Pancorvo - bicí
- Andy Burrows - bicí

## Diskografie
- 2004: Up All Night
- 2006: Razorlight
- 2008: Slipway Fires
- 2018: Olympus Sleeping